# تقي مرابط
تقي مرابط (مواليد 28 فبراير 1989) هو سبّاح تونسي، مثّل بلاده في الألعاب الأولمبية الصيفية 2012.

## روابط خارجية
تقي مرابط على موقع الاتحاد الدولي للسباحة (الإنجليزية)
- تقي مرابط على موقع SwimRankings.net (الإنجليزية)
- تقي مرابط على موقع SwimRankings.net (الإنجليزية)
- تقي مرابط على موقع اللجنة الأولمبية الدولية (الإنجليزية)
- تقي مرابط على موقع أوليمبيديا (الإنجليزية)